# 1990 SX6
1990 SX6 är en asteroid i huvudbältet som upptäcktes den 22 september 1990 av den belgiske astronomen Eric W. Elst vid La Silla-observatoriet.
Asteroiden har en diameter på ungefär 3 kilometer.